# Hypocometa bostryx
Hypocometa bostryx là một loài bướm đêm trong họ Geometridae.